# Tenshō
Tensho (転掌, Tenshō, mãos que giram) é um Kata criado pelo mestre Chojun Miyagi do estilo Goju-ryu.

## História
O Kata foi desenvolvido por Chojun Miyagi inspirado por uma conversa com seu amigo Kenwa Mabuni, fundador da Shito-ryu. A ideia era apresentar as características Ju (suaves) do Goju. Por isso o Kata é complementar ao Kata Sanchin, que representa o aspecto Go (duro).
Existem as variantes praticadas pelo estilo Shito-ryu e pelo estilo Kyokushin, as quais contam com movimentos dissuasórios e arcos maiores.
Devido às técnicas que compõem o cerne, desvios, arcos e torção da munheca, paulatinamente foi sendo chamado de Tensho, ou mãos que giram. As técnicas guardam correlação e apontam para o estilo da Garça Branca (Ba He Quan).

## Características
Faz parte do escopo do kata a movimentação em diversos pontos, sem fixação de um exatamente, ao se executar os movimentos suaves co'as mãos suaves. Escopo importante é o desenvolvimento das técnicas suaves do caratê, ou ju waza, nas quais o foco principal é controlar o oponente por intermédio de projeções e imobilizações, principalmente. Deve-se ter em mente que os movimentos giratórios conduzem enorme energia, sendo as transições de golpes, de ataque e defesa, feitas de modo preciso. O carateca, com o treino diligente, consequentemente desenvolverá as habilidades com as mãos abertas, aumentando a flexibilidade dos braços e pulsos.
A despeito dos movimentos orbitais, o Kata contém várias técnicas de mão: teisho zuki, teisho uke, soto kakete, uchi kakete, soto uke, ko uke, sukui uke, wa uke e mawashi uke. As bases são sempre altas e não são desferidos chutes ou saltos.
Ademais, a prática do kata beneficia a saúde corporal e também aumenta a potência imediata produzida pelos movimentos com as mãos abertas. Tal decorre da flexão e da rotação dos pulsos, que ajudará o praticante a gerar golpes potentes e com rápido câmbio. A combinação da força giratória e energia tem potencial para produzir muita força, mesmo à curta distância.